# Выборы губернатора Приморского края (сентябрь 2018)
Досрочные выборы губернатора Приморского края состоялись в два тура. Первый тур выборов, в соответствии с постановлением Законодательного собрания Приморского края, состоялся 9 сентября 2018 года в единый день голосования. Повторное голосование (второй тур) состоялось 16 сентября 2018 года.
Выборы признаны недействительными 20 сентября 2018 года решением избирательной комиссии Приморского края.
Согласно Уставу Приморского края, глава субъекта Российской Федерации избирался на пятилетний срок гражданами Российской Федерации, проживающими на территории края, путём всеобщего и тайного голосования.
До участия в выборах Избирательной комиссией Приморского края было допущено пять кандидатов: Андрей Андрейченко (выдвинут ЛДПР), Андрей Ищенко (выдвинут КПРФ), Алексей Козицкий (выдвинут «Справедливой Россией»), Андрей Тарасенко (выдвинут «Единой Россией»), Юлия Толмачёва (выдвинута «Российской партией пенсионеров за социальную справедливость»).
Согласно официальным данным Избирательной комиссии Приморского края, ни один из кандидатов не смог получить более 50 % голосов избирателей на выборах в единый день голосования, из-за чего был назначен второй тур (повторное голосование) на 16 сентября 2018 года. В него вышли временно исполняющий обязанности губернатора Приморья Андрей Тарасенко (получивший в первом туре 46,56 % голосов от принявших участие в голосовании) и депутат Законодательного собрания Приморского края Андрей Ищенко (получивший в первом туре 24,63 % голосов от принявших участие в голосовании).
Второй тур выборов губернатора Приморского края привлёк внимание общественности и получил широкое освещение в СМИ из-за конфликтной ситуации, возникшей при подсчёте голосов, отданных за кандидатов. В процессе поступления результатов с избирательных участков, на сайтах Центральной избирательной комиссии России и Избирательной комиссии Приморского края всё время с отрывом примерно в 6 процентных пунктов лидировал Ищенко (вплоть до обработки 95 % протоколов), но после обработки свыше 99 % протоколов ситуация резко поменялась и лидировать стал Тарасенко. У общественности возникли подозрения в фальсификациях в пользу кандидата от Единой России, которые были впоследствии подтверждены ЦИК.
По данным избирательной комиссии региона на 18 сентября, после обработки 100 % избирательных протоколов (и отмены протоколов, признанных недействительными) Тарасенко во втором туре набрал 49,55 % (или 253 200) голосов, а Ищенко 48,06 % (или 245 550) голосов. Ищенко заявил, он в действительности набрал достаточно голосов для победы, но не выиграл выборы, так как, в систему ГАС «Выборы» были введены неверные данные. В частности данные 19 протоколов были изменены уже после того, как они были введены в систему ГАС «Выборы», при этом старые данные были доступны на сайте избиркома, и они свидетельствуют, о том что Ищенко выиграл с существенным преимуществом. Председатель ЦИК Элла Памфилова согласилась, что данные на этих участках фальсифицированы, однако рекомендовала отменить результаты не только на подозрительных участках, а выборы целиком. 20 сентября Избирательной комиссией Приморского края выборы признаны недействительными с учётом рекомендации ЦИК. Ищенко безрезультатно пытался оспорить это решение в суде. Повторные выборы губернатора Приморского края прошли 16 декабря 2018 года.
Выборы проходили на фоне крайне негативного восприятия россиянами правительственного предложения повысить пенсионный возраст, объявленного в июне. «Единая Россия», одобрившая предложенную реформу, частично утратила доверие — и при голосовании во втором туре антиреформенные силы объединились вокруг кандидата от КПРФ как не представляющего партию власти.

## Предшествующие события

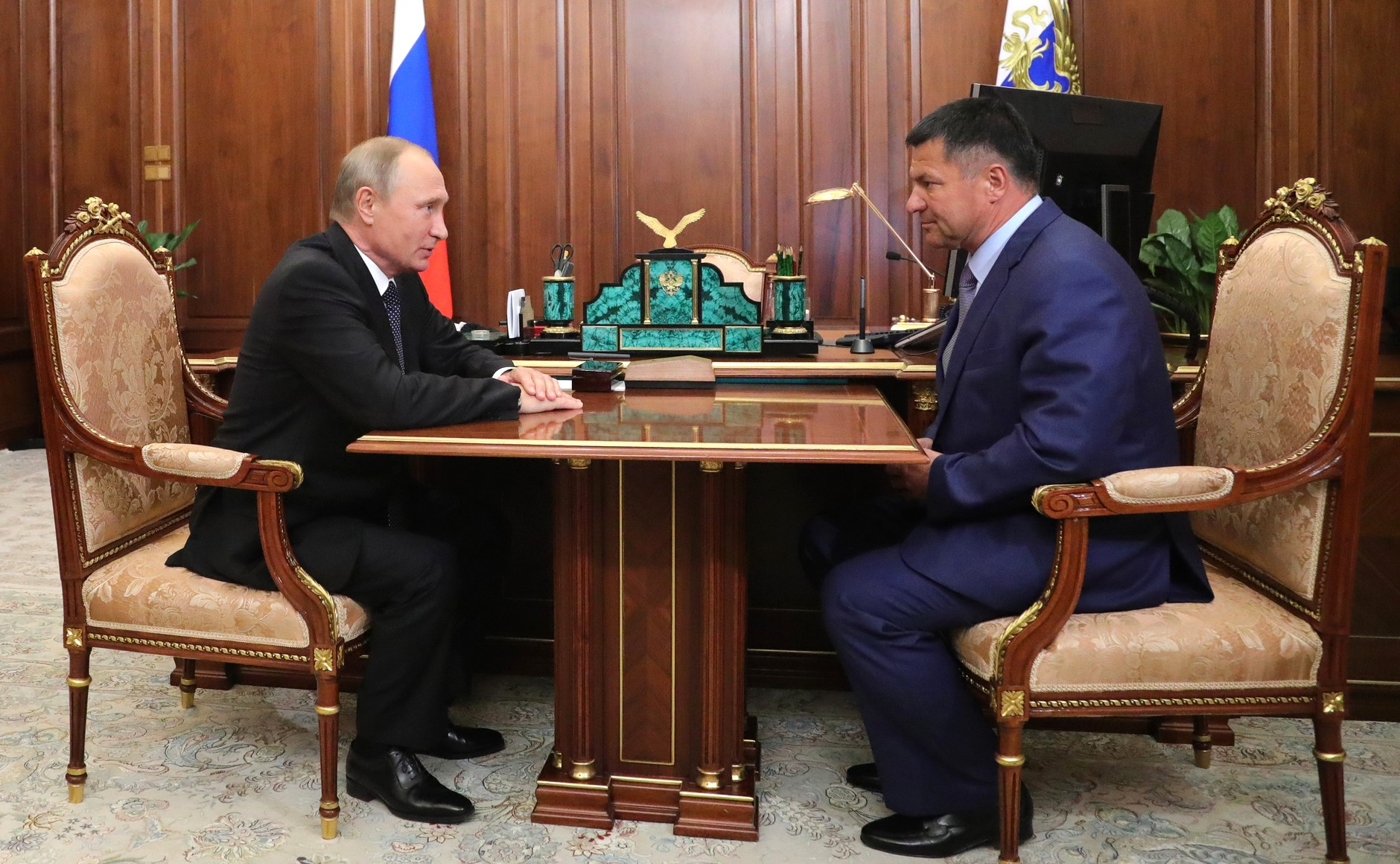
Владимир Путин (слева) назначает Андрея Тарасенко врио губернатора Приморского края

Предыдущие выборы губернатора Приморского края прошли 14 сентября 2014 года в единый день голосования, главой региона тогда большинством голосов избирателей был избран Владимир Миклушевский.
После его освобождения от должности досрочно по собственному желанию 4 октября 2017 года президент России Владимир Путин назначил временно исполняющим обязанности губернатора Андрея Тарасенко, члена партии «Единая Россия».

## Ключевые даты
- 9 сентября 2018 — первый тур
- 16 сентября 2018 — второй тур
- 20 сентября 2018 — аннулирование итогов
- 16 декабря 2018 — повторные выборы

## Кандидаты
В период выдвижения кандидатов на должность губернатора Приморского края, в краевой избирком поступили документы пяти претендентов (от 5 политических партий). В итоге все они были допущены к выборам:
| Кандидат           | Должность (на момент выдвижения) | Субъект выдвижения    | Статус          | Дата регистрации | Кандидаты в Совет Федерации                          |
| ------------------ | --- | --------------------- | --------------- | ---------------- | ---------------------------------------------------- |
| Андрей Андрейченко | депутат Государственной думы | ЛДПР                  | Зарегистрирован | 30 июля          |                                                      |
| Андрей Ищенко      | генеральный директор ООО Строительная компания «Аврора-строй», депутат Законодательного собрания Приморского края                                       | КПРФ                  | Зарегистрирован | 30 июля          | Валентин Сергиенко Николай Ямковой Анатолий Долгачев |
| Алексей Козицкий   | депутат, заместитель председателя Законодательного собрания Приморского края по экономической политике и собственности                                  | «Справедливая Россия» | Зарегистрирован | 30 июля          |                                                      |
| Андрей Тарасенко   | временно исполняющий обязанности губернатора Приморского края                                                                                           | «Единая Россия»       | Зарегистрирован | 30 июля          |                                                      |
| Юлия Толмачёва     | адвокат, председатель Коллегии адвокатов «Толмачёва и компания» Адвокатской палаты Приморского края, депутат Законодательного собрания Приморского края | Партия пенсионеров    | Зарегистрирован | 30 июля          |                                                      |

## Социология
| Дата               | Источник   | Тарасенко | Ищенко | Толмачёва | Андрейченко | Козицкий | Испорчу бюллетень | Не пойду на выборы | Затрудняюсь ответить |
| ------------------ | ---------- | --------- | ------ | --------- | ----------- | -------- | ----------------- | ------------------ | -------------------- |
|                    |            |           |        |           |             |          |                   |                    |                      |
| 9-14 июля 2018     | Чёрный Куб | 22 %      | 6 %    | 0,2 %     | 6 %         | 1 %      | —                 | —                  | 65%                  |
| 26-28 августа 2018 | ЦИПКР      | 31%       | 15%    | 15%       | 9%          | 5%       | 2%                | 7%                 | 14%                  |

## Результаты
| Место                                                                                        | Место                                              | Кандидат                                           | 1 тур      | 1 тур  | 2 тур (результаты отменены) | 2 тур (результаты отменены) |
| Место                                                                                        | Место                                              | Кандидат                                           | Голосов    | %      | Голосов                     | %                           |
| -------------------------------------------------------------------------------------------- | -------------------------------------------------- | -------------------------------------------------- | ---------- | ------ | --------------------------- | --------------------------- |
|                                                                                              | 1.                                                 | Тарасенко, Андрей Владимирович                     | 206 300    | 46,56  | 253 200                     | 49,55                       |
|                                                                                              | 2.                                                 | Ищенко, Андрей Сергеевич                           | 109 129    | 24,63  | 245 550                     | 48,06                       |
|                                                                                              | 3.                                                 | Толмачева, Юлия Валерьевна                         | 47 832     | 10,80  |                             |                             |
|                                                                                              | 4.                                                 | Андрейченко, Андрей Валерьевич                     | 41 066     | 9,27   |                             |                             |
|                                                                                              | 5.                                                 | Козицкий, Алексей Анатольевич                      | 21 416     | 4,83   |                             |                             |
| Число недействительных бюллетеней                                                            | Число недействительных бюллетеней                  | Число недействительных бюллетеней                  | 17 306     | 3,91   | 12 198                      | 2,39                        |
| Критерий                                                                                     | Критерий                                           | Критерий                                           | 1 тур      | 1 тур  | 2 тур                       | 2 тур                       |
| Критерий                                                                                     | Критерий                                           | Критерий                                           | Количество | %      | Количество                  | %                           |
| Действительные и недействительные бюллетени                                                  |                                                    |                                                    |            |        |                             |                             |
| Число действительных бюллетеней                                                              | Число действительных бюллетеней                    | Число действительных бюллетеней                    | 425 743    | 96,09  | 498 750                     | 97,61                       |
| Число недействительных бюллетеней                                                            | Число недействительных бюллетеней                  | Число недействительных бюллетеней                  | 17 306     | 3,91   | 12 198                      | 2,39                        |
| Принявшие участие в голосовании и число избирателей                                          |                                                    |                                                    |            |        |                             |                             |
| Число избирателей, принявших участие в голосовании                                           | Число избирателей, принявших участие в голосовании | Число избирателей, принявших участие в голосовании | 443 049    | 100,00 | 510 948                     | 100,00                      |
| Число включённых в список избирателей                                                        | Число включённых в список избирателей              | Число включённых в список избирателей              | 1 465 538  | 100,00 | 1 442 328                   | 100,00                      |
| Бюллетени                                                                                    |                                                    |                                                    |            |        |                             |                             |
| Число бюллетеней, выданных на участке                                                        | Число бюллетеней, выданных на участке              | Число бюллетеней, выданных на участке              | 419 237    | 94,59  | 484 678                     | 94,84                       |
| Число бюллетеней, выданных вне участка                                                       | Число бюллетеней, выданных вне участка             | Число бюллетеней, выданных вне участка             | 21 434     | 4,84   | 24 062                      | 4,71                        |
| Число бюллетеней, выданных досрочно                                                          | Число бюллетеней, выданных досрочно                | Число бюллетеней, выданных досрочно                | 2528       | 0,57   | 2284                        | 0,45                        |
| Число выданных бюллетеней                                                                    | Число выданных бюллетеней                          | Число выданных бюллетеней                          | 443 199    | 100,00 | 511 024                     | 100,00                      |
| Принявшие участие в выборах (явка избирателей) и голосовании (% от общего числа избирателей) |                                                    |                                                    |            |        |                             |                             |
| Число избирателей, принявших участие в выборах                                               | Число избирателей, принявших участие в выборах     | Число избирателей, принявших участие в выборах     | 443 199    | 30,24  | 511 024                     | 35,43                       |
| Число избирателей, принявших участие в голосовании                                           | Число избирателей, принявших участие в голосовании | Число избирателей, принявших участие в голосовании | 443 049    | 30,23  | 510 948                     | 35,42                       |

Результат второго тура приведён по 1537 из 1550 участков (99,16 %) после отмены результатов на 13 участках. 20 сентября в связи с появившимися жалобами на фальсификации результатов выборов итоги второго тура были отменены.

## Обвинения в фальсификации результатов второго тура
В процессе подсчёта голосов, отданных за кандидатов во втором туре, показатель Ищенко всё время превышал показатель Тарасенко на 5—7 процентных пунктов, однако после обработки последних протоколов преимущество оказалось на стороне Тарасенко. Потом выяснилось, что результаты на многих участках были изменены, уже после введения в систему ГАС «Выборы». Изменения всегда были в пользу Тарасенко.
Кроме того, копии многих протоколов были получены движением «Голос». Оказалась, что протоколы, которые были введены в систему в конце подсчёта голосов, и которые резко изменили результаты, не совпадают с теми, которые выдавались на участках. При этом в случаях, когда данные вводились повторно, протоколы, имеющиеся у «Голоса», всегда подтверждали данные введённые первоначально.
Общественностью начали высказываться сомнения в честности подсчёта и подозрения в наличии грубых фальсификаций в пользу кандидата от «Единой России». В ответ в штабе кандидата Тарасенко обвинили соперника в подкупе избирателей.

### Статистические факты по второму туру
Результаты второго тура (так, как они представлены в официальных данных) характеризовались тремя математическими особенностями:
1. резким изменением долей голосов за кандидатов, произошедшим при подсчете последних 3 % протоколов;
2. высоким процентом голосов за Тарасенко при отдельных значениях явки, значительно превышавших среднюю явку (за исключением этих «отдельных случаев», доли голосов зависели от явки слабо);
3. наличием участков, на которых финальная явка сильно превышала явку, которую рапортовали участковые комиссии.

| График изменения результатов кандидатов в зависимости от количества обработанных протоколов (с соблюдением масштаба) Графики недоступны из-за технических проблем. См. информацию на Фабрикаторе и на mediawiki.org. |

После подсчёта 95 % протоколов второго тура кандидат от КПРФ Ищенко выигрывал со значительным отрывом — 51,6 % против 45,8 %. После обработки 99 процентов протоколов соотношение изменилось в пользу врио губернатора Тарасенко — 49,02 % против 48,56 %. В частности по данным сайта ЦИК, если сравнивать результаты после обработки 98,77 % протоколов и после обработки 99,03 % протоколов результаты Ищенко упали на 5 голосов, а у Тарасенко выросли на 13 595 голосов.
Кроме того специалист по электоральной статистике Сергей Шпилькин отметил, что на графиках зависимостей числа отданных за кандидатов голосов от явки (см. по состоянию на вечер 16.09 и на утро 17.09, по Москве) видно, что преимущество Тарасенко обеспечено за счёт высокой явки на некоторых участках, причём эти данные появились, в основном, в последний момент.
При математическом анализе данных, можно заметить, что несколько участков выбиваются несоизмеримо большой итоговой явкой по сравнению с промежуточными явками, которые рапортовали избирательные комиссии в течение дня. Оказалось, что это именно те участки, данные по которым были изменены в системе ГАС «Выборы» или на которых впоследствии были обнаружены несоответствия между данными в системе ГАС «Выборы» и протоколами (см. таблицы ниже). Кроме перечисленных в таблицах участков, подозрительными, согласно этому анализу, являются ещё два участка: 2809  и 2863  (оба в Уссурийске).

### Переписывание протоколов в пользу Тарасенко

#### Изменение данных, уже внесенных в систему ГАС «Выборы»
Представители КПРФ объявили о массовых фальсификациях в пользу Тарасенко при подсчёте голосов. Кандидат Ищенко заявил о фальсификациях в городах Владивосток, Артём, Находка и Уссурийск и объявил голодовку.
Первый заместитель Председателя ЦК КПРФ И. И. Мельников указал, что изменения в последний момент возникли из-за переписывания протоколов. Он отметил 19 протоколов (6 из Артёма и 13 из Уссурийска), которые были изменены согласно официальным данным. Первые протоколы вводились в систему ГАС «Выборы» в день выборов около в 23:00, а вторые около 7 часов утра (по местному времени) следующего дня.
При этом, по данным движения «Голос», в тех случаях, когда известны сканы протоколов участковых комиссий, данные со сканов протоколов совпадают с более ранними данными в системе ГАС «Выборы».
| УИК   | Первый протокол            | Первый протокол                                       | Повторный протокол         | Повторный протокол                    | Изменение числа голосов за Тарасенко |
| УИК   | Число голосов за Тарасенко | Ссылка на сайт избирательной комиссии, скан протокола | Число голосов за Тарасенко | Ссылка на сайт избирательной комиссии | Изменение числа голосов за Тарасенко |
| ----- | -------------------------- | ----------------------------------------------------- | -------------------------- | ------------------------------------- | ------------------------------------ |
| 303   | 353                        | архив                                                 | 853                        |                                       | 500                                  |
| 304   | 733                        | архив                                                 | 1433                       |                                       | 700                                  |
| 318   | 358                        | архив                                                 | 758                        |                                       | 400                                  |
| 328   | 357                        | архив                                                 | 757                        |                                       | 400                                  |
| 347   | 328                        | архив                                                 | 828                        |                                       | 500                                  |
| 354   | 689                        | архив                                                 | 1189                       |                                       | 500                                  |
| Всего |                            |                                                       |                            |                                       | 3000                                 |

| УИК   | Первый протокол         | Первый протокол            | Первый протокол                                       | Повторный протокол      | Повторный протокол         | Повторный протокол                    | Изменение числа голосов за Ищенко | Изменение числа голосов за Тарасенко |
| УИК   | Число голосов за Ищенко | Число голосов за Тарасенко | Ссылка на сайт избирательной комиссии, скан протокола | Число голосов за Ищенко | Число голосов за Тарасенко | Ссылка на сайт избирательной комиссии | Изменение числа голосов за Ищенко | Изменение числа голосов за Тарасенко |
| ----- | ----------------------- | -------------------------- | ----------------------------------------------------- | ----------------------- | -------------------------- | ------------------------------------- | --------------------------------- | ------------------------------------ |
| 2801  | 161                     | 668                        | архив                                                 | 59                      | 1900                       |                                       | −102                              | 1232                                 |
| 2805  | 71                      | 173                        | архив                                                 | 44                      | 453                        |                                       | −27                               | 280                                  |
| 2812  | 17                      | 794                        | архив                                                 | 91                      | 1619                       |                                       | 74                                | 825                                  |
| 2818  | 239                     | 579                        | архив                                                 | 456                     | 1879                       |                                       | 217                               | 1300                                 |
| 2820  | 220                     | 159                        | архив                                                 | 96                      | 980                        |                                       | −124                              | 821                                  |
| 2826  | 210                     | 677                        | архив                                                 | 210                     | 1677                       |                                       | 0                                 | 1000                                 |
| 2834  | 190                     | 81                         | архив                                                 | 113                     | 958                        |                                       | −77                               | 877                                  |
| 2844  | 201                     | 324                        | архив                                                 | 35                      | 909                        |                                       | −166                              | 585                                  |
| 2850  | 208                     | 170                        | архив                                                 | 53                      | 1000                       |                                       | −155                              | 830                                  |
| 2854  | 190                     | 536                        | архив                                                 | 90                      | 1900                       |                                       | −100                              | 1364                                 |
| 2856  | 287                     | 428                        | архив                                                 | 32                      | 1398                       |                                       | −255                              | 970                                  |
| 2863  | 281                     | 218                        | архив                                                 | 68                      | 1392                       |                                       | −213                              | 1174                                 |
| 2867  | 81                      | 464                        | архив                                                 | 55                      | 1100                       |                                       | −26                               | 636                                  |
| Всего |                         |                            |                                                       |                         |                            |                                       | -954                              | 11894                                |

Таким образом на этих 19 участках (в Уссурийске и Артёме) число голосов за Тарасенко увеличилось на 14 894, а число голосов за Ищенко уменьшилось на 954.

#### Введение в систему ГАС «Выборы» данных не соответствующих протоколам
Кроме того, по данным движения «Голос», данные ещё по крайней мере 16 протоколов (9 из Уссурийска и 7 из Находки) не совпадают с данными, внесенными в систему ГАС Выборы.

| УИК   | Данные со скана протокола | Данные со скана протокола  | Данные со скана протокола | Данные из ГАС «Выборы»  | Данные из ГАС «Выборы»     | Данные из ГАС «Выборы»                | Изменение числа голосов за Ищенко | Изменение числа голосов за Тарасенко |
| УИК   | Число голосов за Ищенко   | Число голосов за Тарасенко | Скан протокола            | Число голосов за Ищенко | Число голосов за Тарасенко | Ссылка на сайт избирательной комиссии | Изменение числа голосов за Ищенко | Изменение числа голосов за Тарасенко |
| ----- | ------------------------- | -------------------------- | ------------------------- | ----------------------- | -------------------------- | ------------------------------------- | --------------------------------- | ------------------------------------ |
| 2819  | 361                       | 515                        |                           | 361                     | 1815                       |                                       | 0                                 | 1300                                 |
| 2828  | 91                        | 271                        |                           | 91                      | 1283                       |                                       | 0                                 | 1012                                 |
| 2829  | 565                       | 677                        |                           | 274                     | 1861                       |                                       | −291                              | 1184                                 |
| 2838  | 233                       | 500                        |                           | 233                     | 1900                       |                                       | 0                                 | 1400                                 |
| 2845  | 76                        | 256                        |                           | 76                      | 1356                       |                                       | 0                                 | 1100                                 |
| 2846  | 219                       | 247                        |                           | 219                     | 1347                       |                                       | 0                                 | 1100                                 |
| 2847  | 290                       | 431                        |                           | 290                     | 1831                       |                                       | 0                                 | 1400                                 |
| 2858  | 124                       | 134                        |                           | 124                     | 634                        |                                       | 0                                 | 500                                  |
| 2862  | 194                       | 233                        |                           | 194                     | 1233                       |                                       | 0                                 | 1000                                 |
| Всего |                           |                            |                           |                         |                            |                                       | -291                              | 9996                                 |

| УИК   | Данные со скана протокола | Данные со скана протокола  | Данные со скана протокола | Данные из ГАС «Выборы»  | Данные из ГАС «Выборы»     | Данные из ГАС «Выборы»                | Изменение числа голосов за Ищенко | Изменение числа голосов за Тарасенко |
| УИК   | Число голосов за Ищенко   | Число голосов за Тарасенко | Скан протокола            | Число голосов за Ищенко | Число голосов за Тарасенко | Ссылка на сайт избирательной комиссии | Изменение числа голосов за Ищенко | Изменение числа голосов за Тарасенко |
| ----- | ------------------------- | -------------------------- | ------------------------- | ----------------------- | -------------------------- | ------------------------------------- | --------------------------------- | ------------------------------------ |
| 1904  | 484                       | 811                        |                           | 484                     | 1811                       |                                       | 0                                 | 1000                                 |
| 1915  | 68                        | 76                         |                           | 34                      | 180                        |                                       | −34                               | 104                                  |
| 1923  | 238                       | 482                        |                           | 238                     | 1482                       |                                       | 0                                 | 1000                                 |
| 1926  | 229                       | 152                        |                           | 152                     | 229                        |                                       | −77                               | 77                                   |
| 1944  | 200                       | 142                        |                           | 200                     | 942                        |                                       | 0                                 | 800                                  |
| 1966  | 266                       | 205                        |                           | 266                     | 1205                       |                                       | 0                                 | 1000                                 |
| 1968  | 380                       | 205                        |                           | 380                     | 1305                       |                                       | 0                                 | 1100                                 |
| Всего |                           |                            |                           |                         |                            |                                       | -111                              | 5081                                 |

В результате у Тарасенко после переписывания протоколов увеличилось число голосов по крайней мере на 29 971, а у Ищенко уменьшилось на 1356 (без учёта протоколов на 13 участках во Владивостоке, результаты которых были отменены 18 сентября).

### Сопутствующие происшествия, комментарии
В ряде случаев наблюдателям создавались искусственные препятствия для пропуска в здания территориальных избирательных комиссий (ТИК) во время подведения ими итогов. Так, к зданию, где располагается ТИК Советского района Владивостока, прибыл пожарный расчёт, а у входа в здание встали сотрудники МЧС. Аналогично, здание ТИК Уссурийского городского округа было оцеплено сотрудниками полиции. Когда туда попытались попасть депутат Законодательного собрания Приморского края Анатолий Долгачев и депутат Госдумы Юрий Афонин, им ответили, что это невозможно, так как «сломан замок».
Член Уссурийской избирательной комиссии с правом совещательного голоса Павел Ашеслин рассказал, как проходил подсчёт голосов в 3 часа ночи:
Мы собрали копии протоколов практически со всех избирательных участков. По мере явки сюда председателей участковых комиссий мы осуществляли сравнение тех протоколов, которые приносили председатели, с теми данными, что имелись у нас в копиях протоколов. 
В один момент появилась председатель с копией протокола, который сильно отличался от наших. Она пришла сюда сдавать протокол, участок это был 2840. На ее участке была увеличена явка на 1000 избирателей, они были приписаны кандидату Тарасенко. Они расходились с нашей копией, которая была заверена строжайшим образом, абсолютно правильно оформлена, с печатью подписью. Сходилась с телефонными данными, которые мы предварительно получали.
Мы предъявили расхождение председателю комиссии, предупредили об уголовной ответственности за фальсификацию... Председатель запаниковала, сказала, что у нее температура, что она допустила ошибку — и тут же сдала настоящий протокол. И таких участков, с расхождениями, у нас семь! Когда мы поймали первый и стали потом выявлять остальные, в территориальной комиссии произошла паника, они поняли, что председатели боятся уголовной ответственности, и решили их спрятать. То есть была дана команда председателям, которые еще не сдали протоколы. Они были уведены на третий этаж. Нас туда не пускали, полиция перекрыла входы. Данные там заносились в ГАС-выборы, минуя это помещение. То есть у нас эти столбцы пустые, но эти данные внесены в ГАС. И данные, внесенные в ГАС, расходятся с нашими примерно на 1000—1100 избирателей по каждому участку. То есть приписана явка порядка 7000 человек, все в пользу Тарасенко. Все это можем документально доказать.

## Публичные протесты против фальсификаций

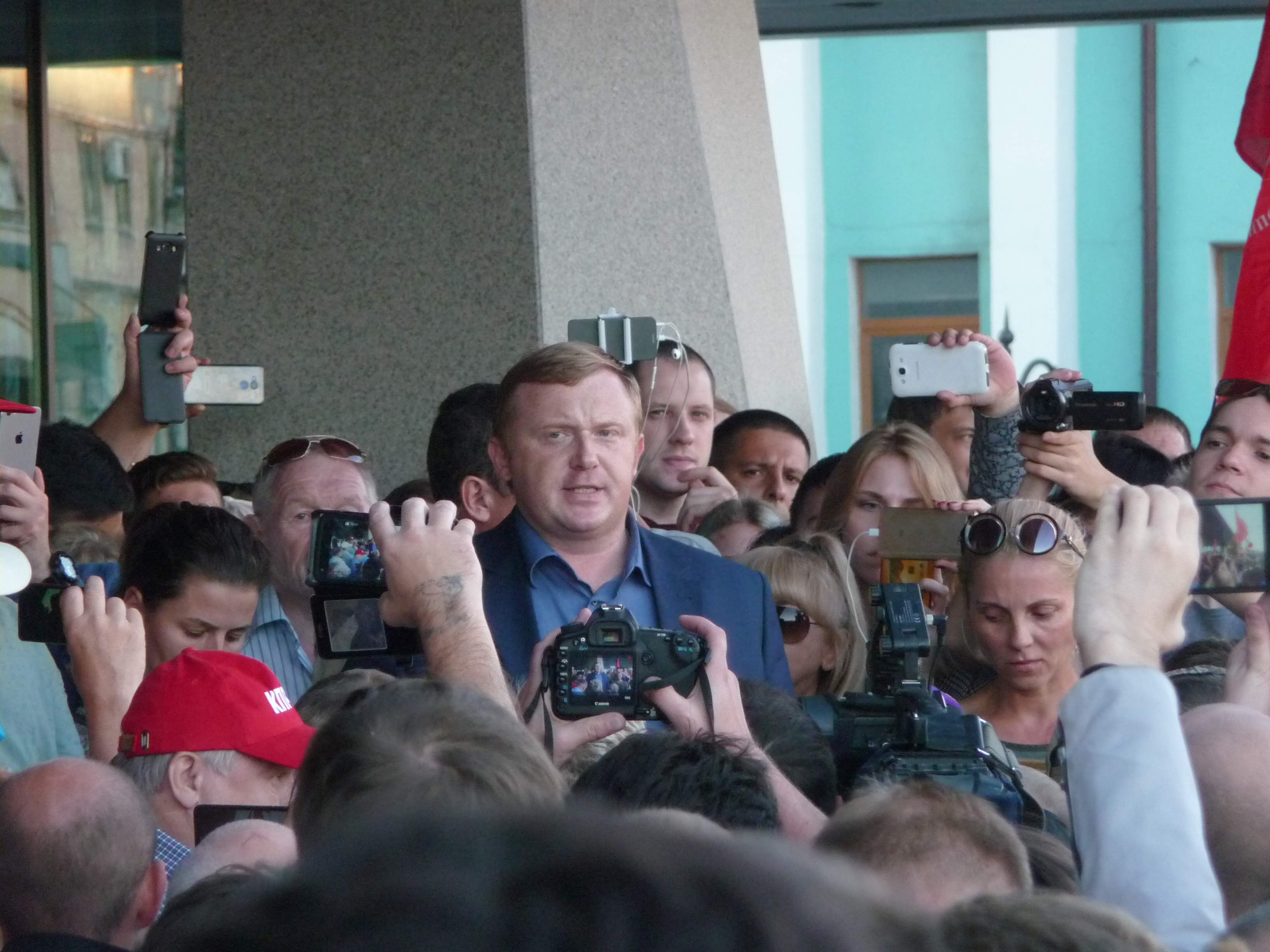
А. Ищенко на митинге у здания администрации Приморского края

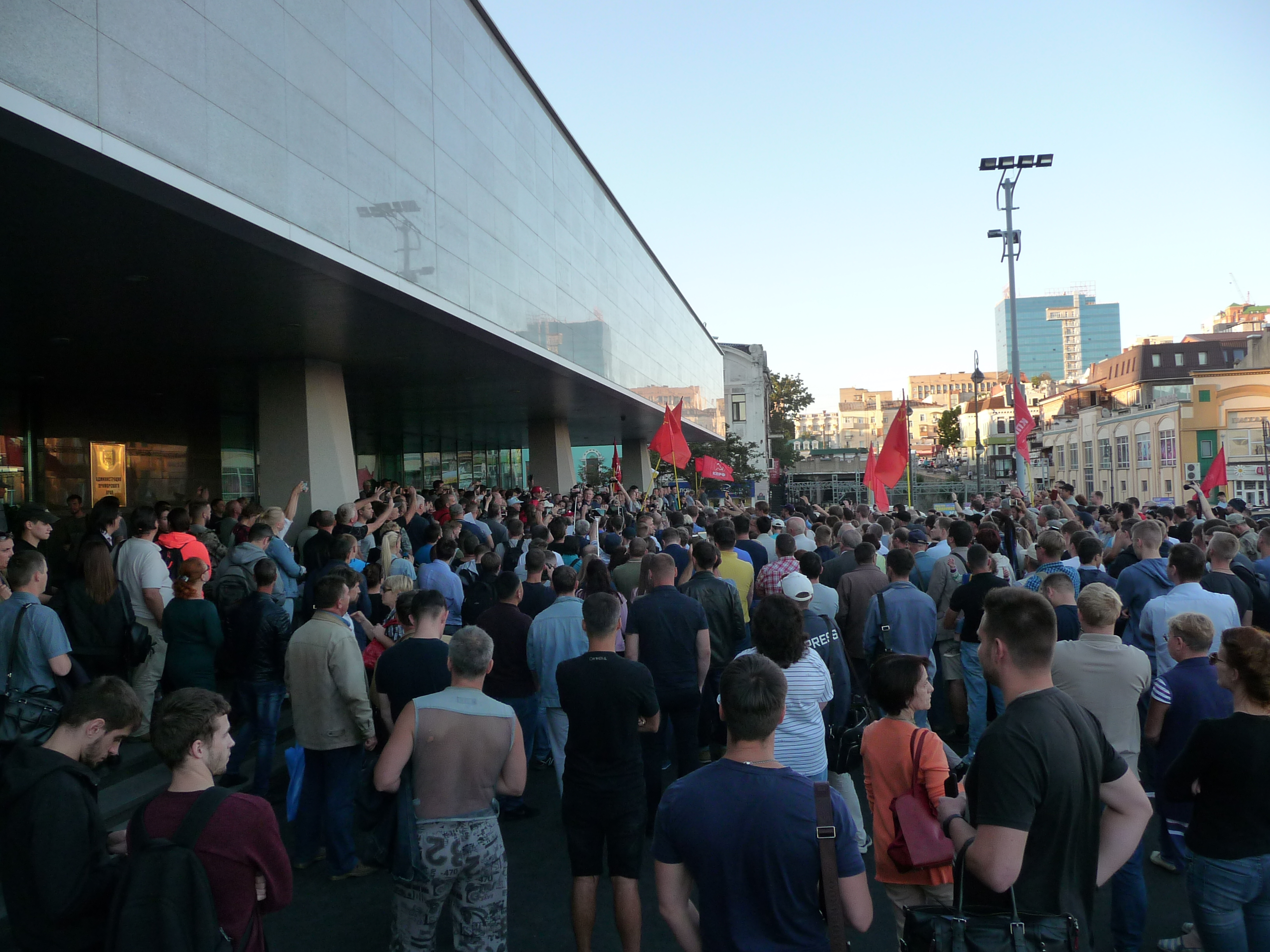
Митинг у здания администрации Приморского края, 17.09.2018

Вечером 17 сентября в 18.00 на центральной площади у здания администрации Приморского края во Владивостоке жители Приморья вышли протестовать против фальсификации результатов выборов губернатора. Ищенко призвал народ на митинг каждый день с 18.00 до вечера.
Сторонники кандидата от партии власти также организовали митинги (17 и 19 сентября), с формулировкой «…не только в поддержку Тарасенко, но и за честные выборы, против фальсификаций».

## Признание результатов выборов недействительными
| УИК   | Число голосов за Ищенко | Число голосов за Тарасенко | Ссылка на сайт избирательной комиссии |
| ----- | ----------------------- | -------------------------- | ------------------------------------- |
| 802   | 20                      | 661                        | архив                                 |
| 808   | 432                     | 170                        | архив                                 |
| 810   | 228                     | 191                        | архив                                 |
| 812   | 148                     | 135                        | архив                                 |
| 813   | 270                     | 220                        | архив                                 |
| 816   | 461                     | 181                        | архив                                 |
| 831   | 369                     | 295                        | архив                                 |
| 833   | 215                     | 392                        | архив                                 |
| 834   | 316                     | 206                        | архив                                 |
| 837   | 45                      | 355                        | архив                                 |
| 838   | 200                     | 150                        | архив                                 |
| 839   | 105                     | 374                        | архив                                 |
| 880   | 130                     | 78                         | архив                                 |
| Всего | 2939                    | 3408                       |                                       |

Глава Центризбиркома Элла Памфилова попросила кандидатов предоставить в ЦИК материалы о возможных нарушениях и заявила, что итоги выборов в Приморье не подведут, пока ЦИК не рассмотрит все жалобы.

### Отмена результатов во Владивостоке
18 сентября результаты выборов на 13 участках в Советском районе Владивостока были отменены решением территориальной избирательной комиссии, так как во время подсчёта протоколов было вызвано МЧС из-за якобы задымления в помещении ТИК и протоколы оставались без присмотра.
Позже это стало одной из причин отмены выборов во всём крае.
Как заявили впоследствии на суде представители Андрея Ищенко, данные с протоколов были внесены в итоговую таблицу голосования за три часа до прибытия сотрудников МЧС в 7:47 17 сентября.
По словам члена Совета движения «Голос» Романа Удота, распечатка из ГАС «Выборы» (переданная ему членом Избирательной комиссии Приморского края с правом совещательного голоса от КПРФ Александром Самсоновом), подтверждает, что данные с этих участков были введены в систему между 3 и 5 часами утра 17 сентября (по местному времени). По его словам, эти данные не были «подгружены» (то есть не появились в публичном доступе и не были включены в предварительные результаты), а после отмены результатов на этих участках данные были «закрыты» пустыми повторными протоколами. Несмотря на то, что данные были закрыты пустыми протоколами, они были доступны на сайте избирательной комиссии после 18 сентября (см. таблицу).

### Отмена результатов выборов
Утром 19 сентября во Владивосток прибыла комиссия ЦИК для проверки жалоб и анализа ситуации. Позднее в этот же день председатель ЦИК Элла Памфилова рекомендовала краевой комиссии признать недействительными выборы губернатора в регионе, заявив, что голоса 24 тысяч избирателей на 13 участках в Советском районе Владивостока не были учтены и это могло внести решающий перевес в результат. «Не представляется возможным назначить повторный подсчет голосов избирателей, поскольку указанная процедура не сможет устранить имеющихся сомнений в достоверности волеизъявления избирателей» — отмечается в рекомендации ЦИК. Элла Памфилова также заявила, что виновные в фальсификации должны быть наказаны, и пообещала найти и наказать организаторов, а не только «стрелочников».
После заявления Эллы Памфиловой, Тарасенко объявил, что в новых выборах не будет участвовать, однако через час изменил своё решение. Потом опять передумал — не участвовать. Ищенко заявил, что примет в них участие.
20 сентября 2018 года Избирательная комиссия Приморского края отменила результаты выборов губернатора. По словам Татьяны Гладких, председателя избирательной комиссии Приморского края, «итоги выборов невозможно признать достоверными. Краевая избирательная комиссия учитывает, что существенные нарушения голосования могут служить основанием для признания выборов незаконными. На основании изложенного предлагаю принять следующее решение: признать итоги выборов недействительными». За соответствующее решение проголосовали 12 членов комиссии, а против — 1. Проголосовавший против, Сергей Дикусар, выразил особое мнение. По его словам, необходимо отменить результаты голосования на тех участках, где зафиксированы нарушения, и признать победителем Андрея Ищенко.
Повторные выборы губернатора Приморского края были назначены Законодательным собранием Приморского края на 16 декабря 2018 года.
26 сентября Путин своим указом назначил Кожемяко врио губернатора до повторных выборов в декабре.
Ищенко заявил, что он не согласен с отменой результатов выборов: «У нас по закону, чтобы отменить полностью результаты, как минимум 25 % бюллетеней должно быть отменено. Нет, не согласен, мы избрали губернатора. Работать надо». Он требовал отменить результаты выборов лишь на спорных участках.
Он подал иск в Приморский краевой суд 3 октября, с требованием пересмотреть решение об отмене итогов голосования. По его мнению, Центризбирком должен был в первую очередь рассмотреть все жалобы, в том числе на нарушения при введении результатов второго тура выборов в систему ГАС «Выборы».
12 октября суд не удовлетворил иск Ищенко.
29 октября Андрей Ищенко подал апелляционную на это решение в Верховный суд.

### Реакция
Председатель Центризбиркома Элла Памфилова 21 сентября посоветовала Андрею Ищенко проконсультироваться с юристом перед тем, как подавать иск об отмене результатов второго тура, но сама обосновать решение ЦИК положениями закона не смогла. Также Памфилова заявила, что Тарасенко и Ищенко не должны бороться за пост губернатора Приморского края.
Пресс-секретарь Президента России Дмитрий Песков изложил позицию Владимира Путина по выборам в Приморье — «для него важен не „его“ кандидат, а легитимность, прозрачность и чистота выборов».
Заместитель председателя Центризбиркома Николай Булаев обратился к кандидату в губернаторы Приморского края от КПРФ Андрею Ищенко с требованием отозвать заявления в правоохранительные органы против глав участковых комиссий, где зафиксированы нарушения, на основании того, что исполнителями нарушений являются рядовые невинные работники школ. Булаев заявил, что председатели УИКов не являются реальными нарушителями: «Вы боретесь против женщин, которые, если возбудят уголовные дела, потеряют профессию, и кормить семью им будет нечем… Их заставили. Боритесь с теми, кто виновен, а вы боретесь с женщинами, это стыдно. Выигрывать выборы таким образом, подставляя других — стыдно».
В СМИ сообщалось, что 20 сентября 2018 года СК России по Приморскому краю начал доследственные проверки после нарушений в ходе выборов главы региона.
Однако следственное управление СК РФ по Приморскому краю опровергло эту информацию: «в настоящее время [20 сентября] следственными органами следственного управления проверки по сообщениям, связанным с выборами губернатора Приморского края, не проводятся, уголовные дела не расследуются».

## Аналитика
Летом 2018 года правительство России объявило о планах осуществления пенсионной реформы, сводящейся к повышению пенсионного возраста. Из парламентских партий, соответствующий законопроект поддержала только «Единая Россия». Реформа настолько непопулярна в обществе, что принадлежность к «Единой России» многими стала восприниматься как компрометирующий политика фактор — и, наоборот, непринадлежность к этой партии стала рассматриваться как достоинство. Получилось, что губернаторские (и все другие) выборы в сентябре 2018 года проходили на фоне сильнейшего негативного влияния намеченных изменений в пенсионной сфере.
В первом туре безоговорочным лидером стал Андрей Тарасенко, но половины голосов он не набрал (результат — 46,56 %). Обычно такой кандидат уверенно побеждает во втором туре, но здесь произошло иначе. Во многом из-за массового недовольства планами пенсионной реформы, протестный электорат сплотился вокруг кандидата от КПРФ Андрея Ищенко, который резко прибавил во втором туре.
По поводу отмены результатов выборов, высказывались мнения, что она была срежиссирована провластными политтехнологами: когда выяснилось, что Ищенко лидирует с ощутимым отрывом и тихими мелкими махинациями накрутить итог в пользу Тарасенко не удастся, были произведены масштабные фальсификации — которые точно привлекут всеобщее внимание и приведут к полному аннулированию «нежелательных» результатов.
По мнению аналитиков, скандал с выборами в Приморье повлиял на результаты выборов во Владимирской области, где вначале были заметны существенные фальсификации в пользу кандидата от Единой России, но когда стало ясно, что она сильно проигрывает, было решено, что преодоление разрыва при помощи фальсификаций будет выглядеть вызывающе, и в середине ночи фальсификации были прекращены.

### Комментарии
1. ↑  Кандидат в губернаторы обязан представить три кандидатуры, одна из которых в случае избрания представившего её кандидата будет наделена полномочиями члена Совета Федерации[18].
2. ↑  В Артёмовской городской избирательной комиссии при переписывании протоколов число голосов за Ищенко не менялось, а число голосов за Тарасенко всегда увеличивалось на круглое число.